# Acacia humifusa
Acacia humifusa é uma espécie de leguminosa do gênero Acacia, pertencente à família Fabaceae.